# Jorinde van Klinken
Jorinde van Klinken (née le 2 février 2000 à Assen) est une athlète néerlandaise spécialiste du lancer du disque et du lancer du poids.

## Biographie
Médaillée d'argent du lancer du poids aux Championnats d'Europe juniors d'athlétisme 2017 et médaillée de bronze du lancer du poids aux Championnats du monde juniors d'athlétisme 2018, elle remporte le titre espoirs de la Coupe d'Europe des lancers 2019, compétition dans laquelle elle obtient par ailleurs la médaille de bronze au lancer du disque. Toujours en 2019, elle devient championne d'Europe du lancer du poids à l'occasion des Championnats d'Europe juniors d'athlétisme 2019. Elle participe aux championnats du monde d'athlétisme 2019 mais ne parvient pas à se qualifier pour la finale du disque.
Le 22 mai 2021 à Tucson, Jorinde van Klinken atteint la marque de 70,22 m et améliore de plus de quatre mètres son propre record des Pays-Bas, établissant le meilleur lancer au disque depuis Sandra Perković en 2018. Étudiante à l'Université d'État de l'Arizona, elle possédait un record à 61,33 m avant la saison 2021, et l'avait porté à 62,58 m puis 65,94 m.

## Palmarès
| Date | Compétition                   | Lieu      | Résultat | Epreuve | Marque  |
| ---- | ----------------------------- | --------- | -------- | ------- | ------- |
| 2016 | Championnats du monde juniors | Bydgoszcz | 10e      | Disque  | 49,16 m |
| 2017 | Championnats d'Europe juniors | Grosseto  | 2e       | Poids   | 16,89 m |
| 2017 | Championnats d'Europe juniors | Grosseto  | 6e       | Disque  | 51,53 m |
| 2018 | Championnats du monde juniors | Tampere   | 3e       | Poids   | 17,05 m |
| 2018 | Championnats du monde juniors | Tampere   | 7e       | Disque  | 50,61 m |
| 2021 | Championnats d'Europe espoirs | Tallinn   | 4e       | Poids   | 16,91 m |
| 2021 | Championnats d'Europe espoirs | Tallinn   | 1re      | Disque  | 63,02 m |
| 2022 | Championnats d'Europe         | Munich    | 3e       | Poids   | 18,94 m |
| 2022 | Championnats d'Europe         | Munich    | 4e       | Disque  | 64,43 m |
| 2023 | Championnats du monde         | Budapest  | 9e       | Poids   | 19,04 m |
| 2023 | Championnats du monde         | Budapest  | 4e       | Disque  | 67,20 m |
| 2024 | Championnats d'Europe         | Rome      | 2e       | Poids   | 18,67 m |
| 2024 | Championnats d'Europe         | Rome      | 2e       | Disque  | 65,99 m |
| 2024 | Jeux olympiques               | Paris     | 7e       | Disque  | 63,35 m |

## Records
| Épreuve          | Épreuve   | Marque       | Lieu        | Date            |
| ---------------- | --------- | ------------ | ----------- | --------------- |
| Lancer du poids  | Plein air | 19,05 m      | Budapest    | 26 août 2023    |
| Lancer du poids  | En salle  | 19,57 m (NR) | Albuquerque | 11 février 2023 |
| Lancer du disque | Plein air | 70,22 m (NR) | Tucson      | 22 mai 2021     |